# أم سقد
ام سقد هي أحد قرى محافظة المتمة بولاية نهر النيل. وهي جزيرة كان يقطنها بعض السعداب قبل أن يغمرها فيضان عام 1946م حيث رحل ساكنوها إلى الضفة الغربية من نهر النيل (قرية أم سقد) حالياً، حيث أصبحت «جزيرة أم سقد» منطقة زراعية فقط وتعتبر من أهم مصادر الإنتاج للحبوب الشتوية (البقوليات) والخضرات في محافظة المتمة.

## السكان
أهالي القرية من السعداب.

## الموقع
يقابل ام سقد من الناحية الشرقية لنهر النيل قرية ود بانقا القبة وحوش بانقا (مسقط رأس عمر البشير)
أما شمالها توجد قرى الجابراب، سلوة، أركويت، طبقة، الصلعاب، الهوبجي، وادي الدابي
أما جنوبها توجد قرية الجريف والكمر وحجر الطير وود الحبشي.
أما من الناحية الشمالية توجد منطقه صغيرة تسمى الشناديق بالقرب منها مكان يصلي فيه جميع الناس صلاة العيد يعرف بالفكي محمد (تور الجريف).